# Crataegus chrysocarpa
Crataegus chrysocarpa es una especie de arbusto perteneciente a la familia de las rosáceas, nativa de Estados Unidos y Canadá. Su nombre se refiere al color de su fruto, aunque maduro el fruto es rojo.

## Descripción
Crataegus chrysocarpa es un arbusto o árbol pequeño, que alcanza un tamaño de hasta 6 m de altura´.
Tiene tres variedades C. chrysocarpa var. chrysocarpa, var. piperi, y var. vernonensis que son reconocidas.

## Taxonomía
Crataegus chrysocarpa fue descrita por (William Willard Ashe)  y publicado en North Carolina Agricultural Experiment Station Bulletin 175: 110, en el año 1900.
Sinonimia
- Crataegus jackii Sarg.
- Crataegus doddsii Ramaley
- Crataegus faxonii Sarg.
- Crataegus praecoqua Sarg.
- Crataegus praecox Sarg.